# Vik Sahay
Vikram (Vik) Sahay je kanadský herec známý především svou rolí Lestera, člena Nerd Herd, v televizním seriálu NBC Chuck.

## Životopis
Narodil se Montrealu v Kanadě indickým rodičům a chodil na Canterbury High School of the Arts v Ottawě v Ontariu. Studoval také Divadelní představení v Montrealu na Concordia University.
Vystupoval s klasickými indickými tanci spolu se svým bratrem Sidharth Sahay, se kterým účinkoval v seriálu You Can't Do That on Television. Také vystupoval v seriálu Radio Active, kde hrál sportovního reportéra Kevina Calvina. Na základě této práce byl vybrán pro účinkování v seriálu Our Hero v roli Dalal Vidya. Za roli byl nominován v roce 2002 na cenu Canadian Comedy Awards.
Kromě působení v televizních seriálech, má Sahay také rozsáhlou filmografii. Účinkoval v televizních filmech a filmech jako Dobrý Will Hunting, eXistenZ, Mrtvý bod, Rainbow, The Ride, Wings of Hope, Rocker a Amal. Během let 2007 až 2012 hrál hlavní roli Lestera Patela v seriálu NBC Chuck. Během let 2013 až 2014 hrál roli Howarda v seriálu Sean Saves the World. V roce 2018 získal roli v připravovaném filmu Captain Marvel.

## Filmografie

### Film
| Rok  | Název                            | Role                  | Poznámky |
| ---- | -------------------------------- | --------------------- | -------- |
| 1996 | Nesahejte na duhu                | tygr č. 3             |          |
| 1996 | Mrtvý bod                        | Livingstonův asistent |          |
| 1997 | Dobrý Will Hunting               | studnet               |          |
| 1999 | eXistenZ                         | Male Assistant        |          |
| 2001 | Wings of Hope                    | Ricky                 |          |
| 2007 | Amal                             | Vivek Jayaram         |          |
| 2008 | Rocker                           | Gary                  |          |
| 2008 | Time Bomb                        | Samir/Habib           |          |
| 2011 | Afghánské peklo                  | Imran Sahar           |          |
| 2012 | Prci, prci, prcičky: Školní sraz | Prateek Duraiswamy    |          |
| 2013 | My Awkward Sexual Adventure      | Dandak Sajal          |          |
| 2014 | Wer                              | Eric Sarin            |          |
| 2016 | A Date with Miss Fortune         | Wilson                |          |
| 2018 | Sharon 1.2.3.                    | Drew                  |          |
| 2018 | In Heaven's Hands                | Bare Qasai            |          |
| 2019 | Captain Marvel                   |                       |          |
| 2019 | The Infiltrators                 | Ashan                 |          |

### Televize
| Rok       | Název                                                | Role                     | Poznámky                                                              |
| --------- | ---------------------------------------------------- | ------------------------ | --------------------------------------------------------------------- |
| 1986–1987 | You Can't Do That On Television                      | Vikram                   | 5 dílů                                                                |
| 1996      | Všechno za život                                     | Roland Jellico           | TV film                                                               |
| 1996      | For Better or for Worse                              | Michael Patterson (hlas) | TV film (filmová série)                                               |
| 1997      | Balls Up                                             | Debdash                  | TV film                                                               |
| 1997      | Platinum                                             | Anthony Medeci           | TV film                                                               |
| 1998      | The Wonderful World of Disney                        | taxikář                  | díl: „The Garbage Picking Field Goal Kicking Philadelphia Phenomenon“ |
| 1998–1999 | Radio Active                                         | Kevin Calvin             | 26 dílů                                                               |
| 1999      | Pokud věříš                                          | doktor                   | TV film                                                               |
| 1999      | Taková malá vražda                                   | Bob                      | TV film                                                               |
| 2000      | The Ride                                             | Raj                      | TV film                                                               |
| 2000–2002 | Our Hero                                             | Dalal Vidya              | 11 dílů                                                               |
| 2001      | Blue Murder                                          | Ajit Devi                | díl: „Little India“                                                   |
| 2001      | Právo na život                                       | Marius                   | TV film                                                               |
| 2001      | Spinning Out of Control                              | Brian                    | TV film                                                               |
| 2002      | Bakuten shoot beyblade                               | Alan McKenzie (hlas)     | 2 díly                                                                |
| 2002      | Tom Stone                                            | Jimmy Azziz              | díl: „The Grand Alliance“                                             |
| 2002      | Escape from the Newsroom                             |                          | TV film                                                               |
| 2003      | Family Curse                                         |                          | TV film                                                               |
| 2003      | The Doc                                              | Johnny Jordan            | díl: „Smoke Gets in Your Eyes“                                        |
| 2004      | Beze stopy                                           | řidič                    | díl: „Pravidla života“                                                |
| 2005      | This Is Wonderland                                   | Anil Sharma              | 21 dílů                                                               |
| 2005      | Murder Unveiled                                      | Bindri                   | TV film                                                               |
| 2005      | Mayday                                               | Tak Ito                  | TV film                                                               |
| 2006      | Po stopách 11. září                                  | Ahmal                    | 2 díly                                                                |
| 2007      | Roxy Hunter a záhada mrzutého ducha                  | Ramma                    | TV film                                                               |
| 2007      | Ozvěny mrtvých: Návrat                               | Farzan                   | TV film                                                               |
| 2007      | Las Vegas: Kasino                                    | Pramil Nobay             | díl: „Cannonova koleda“                                               |
| 2007–2012 | Chuck                                                | Lester Patel             | hlavní role, 91 dílů                                                  |
| 2008      | Buy More                                             | Lester Patel             | 2 díly                                                                |
| 2008      | Chuck: Meet the Nerd Herders                         | Lester Patel             | díl: „Nerd Herd Reviews: Avril Lavigne“                               |
| 2008      | Chuck Versus the Webisodes                           | Lester Patel             | 2 díly                                                                |
| 2008      | Roxy Hunter and the Myth of the Mermaid              | Ramma                    | TV film                                                               |
| 2008      | Roxy Hunter a tajemství šamana                       | Ramma                    | TV film                                                               |
| 2008      | Roxy Hunter and the Horrific Halloween               | Ramma                    | TV film                                                               |
| 2010      | Chuck Presents: Buy Hard - The Jeff and Lester Story | Lester Patel             | 5 dílů                                                                |
| 2013      | Sběratelé kostí                                      | Akshay Mirza             | díl: „Mělký hrob“                                                     |
| 2013      | Mentalista                                           | Nicholas Vashum          | díl: „Rudý pták s černými křídly“                                     |
| 2013–2014 | Sean Saves the World                                 | Howard                   | vedlejší role                                                         |
| 2013–2014 | Námořní vyšetřovací služba                           | Ajay Khan                | 2 díly                                                                |
| 2015      | Maron                                                | Kumar Sanjani            | díl: „Mad Marc“                                                       |
| 2016      | Akta X                                               | Gupta                    | díl: „Zakladatelova mutace“                                           |
| 2016      | Lucifer                                              | Ray Codfree              | díl: „Sin-Eater“                                                      |
| 2016      | Con Man                                              | Bryce                    | díl: „What Goes Up...“                                                |
| 2016      | The Catch                                            | Vincent Singh            | díl: „The Ringer“                                                     |
| 2016      | Quest For Truth                                      | VIk                      | TV film                                                               |
| 2017      | Grimm                                                | Dr. Sanji Raju           | díl: „Vrať se do hrobu“                                               |
| 2017      | Preacher                                             | Frank Patel              | díl: „Mumbai Sky Tower“                                               |
| 2018      | Lodge 49                                             | Tarquin                  | 2 díly                                                                |
| 2018      | Tým Škorpion                                         | Raja Bhatt               | díl: „Dumbster Fire“                                                  |